# 1944 w filmie
Wydarzenia filmowe w 1944 roku.

## Wydarzenia
- 14 kwietnia – Marlene Dietrich rozpoczęła tournée po amerykańskich bazach wojskowych w Afryce Północnej i Włoszech, zapewniając rozrywkę wojskom USA.

## Premiery

### Filmy polskie
- Mp. Adama i Ewy – reż. Michał Waszyński

### Filmy zagraniczne
- Arszenik i stare koronki (Arsenic and Old Lace) – reż. Frank Capra (Cary Grant, Peter Lorre)
- The Fighting Generation – reż. Alfred Hitchcock (Jennifer Jones)
- Gasnący płomień (Gaslight) – reż. George Cukor (Ingrid Bergman, Joseph Cotten)
- Laura – reż. Otto Preminger (Gene Tierney, Dana Andrews)
- Podwójne ubezpieczenie (Double Indemnity) – reż. Billy Wilder (Fred MacMurray, Barbara Stanwyck)
- Skandal (Hets) – reż. Alf Sjöberg (Alf Kjellin, Mai Zetterling)
- Idąc moją drogą – reż. Leo McCarey (Bing Crosby, Barry Fitzgerald, Frank McHugh, Gene Lockhart)
- Księżniczka i pirat – reż. David Butler (Bob Hope, Virginia Mayo)
- Here Come the Waves – reż. Mark Sandrich (Bing Crosby, Betty Hutton)
- Der Schneemann – reż. Hans Fischerkoesen

## Nagrody filmowe
- Oskary
  - Najlepszy film – Idąc moją drogą
  - Najlepszy aktor – Bing Crosby (Idąc moją drogą)
  - Najlepsza aktorka – Ingrid Bergman (Gasnący płomień)
  - Wszystkie kategorie: Oskary w roku 1944

## Urodzili się
- 1 stycznia:
  - Zdzisław Ambroziak, polski aktor (zm. 2004)
  - Maria Andruszkiewicz, polska aktorka
- 17 stycznia – Françoise Hardy, francuska piosenkarka i aktorka (zm. 2024)
- 23 stycznia – Rutger Hauer, aktor (zm. 2019)
- 13 lutego – Stockard Channing, amerykańska aktorka
- 14 lutego – Alan Parker, brytyjski reżyser, producent i aktor (zm. 2020)
- 22 lutego – Jonathan Demme, amerykański reżyser (zm. 2017)
- 30 kwietnia – Jill Clayburgh, amerykańska aktorka (zm. 2010)
- 14 maja – George Lucas, reżyser i producent
- 29 maja – Helmut Berger, austriacki aktor (zm. 2023)
- 31 lipca – Geraldine Chaplin, aktorka
- 9 sierpnia – Sam Elliott, amerykański aktor
- 21 sierpnia – Peter Weir, australijski reżyser
- 8 września – Ada Rusowicz, polska aktorka i piosenkarka (zm. 1991)
- 13 września – Jacqueline Bisset, brytyjska aktorka
- 25 września – Michael Douglas, amerykański aktor
- 29 października – Magdalena Zawadzka, polska aktorka
- 2 listopada – Patrice Chéreau, francuski reżyser, scenarzysta i aktor filmowy, teatralny i telewizyjny (zm. 2013)

## Zmarli
- 13 sierpnia – Józef Orwid, polski aktor (ur. 1891)
- 28 października – Kurt Gerron, niemiecki aktor i reżyser (ur. 1897)